# Cylindroiulus sardous
Cylindroiulus sardous är en mångfotingart som först beskrevs av Filippo Silvestri 1898.  Cylindroiulus sardous ingår i släktet Cylindroiulus och familjen kejsardubbelfotingar. Utöver nominatformen finns också underarten C. s. calaritanus.